# Dolichopus mediovenus
Dolichopus mediovenus är en tvåvingeart som beskrevs av Negrobov 1977. Dolichopus mediovenus ingår i släktet Dolichopus och familjen styltflugor. Inga underarter finns listade i Catalogue of Life.